# William Edwin Van Amburgh
William Edwin Van Amburgh (ur. 28 sierpnia 1863; zm. 7 lutego 1947) – amerykański działacz religijny, członek zarządu Towarzystwa Strażnica w latach 1901–1947, sekretarz-skarbnik w latach 1903–1947. Funkcję skarbnika-sekretarza sprawował w czasie urzędowania trzech kolejnych prezesów Towarzystwa Strażnica: Charlesa T. Russella, Josepha F. Rutherforda i Nathana H. Knorra.

## Życiorys

### Życie rodzinne
Był najstarszym synem Daniela i Fannie Van Amburghów z Minnesoty. Miał o cztery lata młodszego brata George’a. Jego ojciec był weteranem wojny secesyjnej. W 1880 roku ukończył szkołę średnią i w tym samym roku rozpoczął studia na Carleton College w Northfield w stanie Minnesota. Studiował między innymi łacinę i grekę. Studia ukończył w roku 1883. 25 marca 1885 roku ożenił się z Adą May Wood (1866–1897), młodo jednak został wdowcem. Drugą jego żoną została współwyznawczyni Luie L. Taft.

### Początek służby w Betel
W lutym 1895 roku otrzymał książkę Boski plan wieków. Po zapoznaniu się z jeszcze innymi dziełami C.T. Russella w ciągu roku wystąpił z Kościoła metodystycznego i poświęcił się głoszeniu ewangelii w duchu nauk Towarzystwa Strażnica. W 1900 roku przybył do głównego biura Towarzystwa Strażnica w Allegheny, gdzie nazywano go „brat Van” co przylgnęło do niego do końca życia. W roku 1901 został wybrany do zarządu Towarzystwa Strażnica, a w roku 1903 został sekretarzem-skarbnikiem. W latach 1902–1916 usługiwał jako pielgrzym okazjonalnie odwiedzając zbory Badaczy Pisma Świętego w zachodniej części Stanów Zjednoczonych oraz w Kanadzie. Zastępował też C.T. Russella gdy ten nie mógł przybyć na zgromadzenia Badaczy Pisma Świętego.
W testamencie Charlesa T. Russella (1852–1916), William E. Van Amburgh był jedną z osób wskazanych przez Russella, mających sprawować nad czasopismem „Strażnica Syjońska” po jego śmierci. Razem z Alfredem I. Ritchim i Josephem F. Rutherfordem został wybrany na członka Komitetu Wykonawczego, który sprawował nadzór nad działalnością Towarzystwa Strażnica do czasu wyboru nowego prezesa. Na corocznych zebraniach statutowych, które odbyły się 6 stycznia 1917 roku, 5 stycznia 1918 roku i 4 stycznia 1919 roku William E. Van Amburgh został ponownie wybrany sekretarzem-skarbnikiem Towarzystwa Strażnica, którą to funkcję pełnił do śmierci.

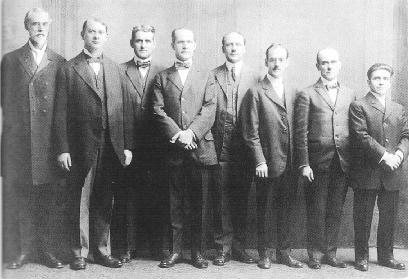
Członkowie Towarzystwa Strażnica w 1918 roku (od lewej: William Edwin Van Amburgh, J.F. Rutherford, A.H. Macmillan, R.J. Martin, F.H. Robison, C.J. Woodworth, G.H. Fisher, G. De Cecca)

Dnia 7 maja 1918 roku w trakcie trwania I wojny światowej William E. Van Amburgh wraz z Josephem F. Rutherfordem, Claytonem J. Woodworthem, George’em H. Fisherem, Frederickiem H. Robisonem, Alexandrem H. Macmillanem, Robertem J. Martinem i Giovannim DeCecca znalazł się w grupie ośmiu Badaczy Pisma Świętego fałszywie oskarżonych o szpiegostwo na rzecz Niemiec i został skazany na cztery wyroki po 20 lat więzienia. Uwięziony do 25 marca 1919 roku gdy skazanych zwolniono za kaucją. 14 maja 1919 roku wyroki wydane wobec wszystkich uwięzionych zostały unieważnione.

### Późniejsze lata
W 1924 roku Towarzystwo Strażnica wydało książkę jego autorstwa: „The Way to Paradise” (Droga do raju). Pierwszy nakład w języku angielskim wyniósł 50 tysięcy egzemplarzy. Książka ta została napisana z myślą o młodzieży pragnącej poznawać Pismo Święte. Przez pewien czas publikacja ta służyła jako podręcznik, z którego korzystano na zebraniach organizowanych dla dzieci i młodzieży. Wkrótce zrezygnowano jednak z organizowania oddzielnych zebrań dla tej grupy wiekowej.
1 lutego 1943 roku był jednym z mówców podczas uroczystego otwarcia Szkoły Gilead. W 1944 roku razem z Nathanem H. Knorrem, Frederickiem W. Franzem i Miltonem G. Henschelem wziął udział w podróży służbowej na Kubę. Uczestniczyli oni również w zorganizowanym w tym czasie w Hawanie kongresie pod hasłem „Zjednoczeni głosiciele”.
Zmarł w 1947 roku. W jego miejsce sekretarzem-skarbnikiem Towarzystwa Strażnica został wybrany Grant Suiter.